# NGC 6311
NGC 6311 é uma galáxia elíptica (E) localizada na direcção da constelação de Hercules. Possui uma declinação de +41° 39' 04" e uma ascensão recta de 17 horas, 10 minutos e 43,5 segundos.
A galáxia NGC 6311 foi descoberta em 30 de Junho de 1876 por Édouard Jean-Marie Stephan.